# Teve4
Teve4 és la marca comercial amb la qual el Grupo Castellonense de Medios S.L. emet la seva programació en les demarcacions de TDT de La Vall d'Uixó-Sogorb, Castelló de la Plana i Sagunt al País Valencià. El Grupo Castellonense de Medios S.L. és una companyia que acumula més de 25 anys d'experiència en el sector de l'audiovisual i la televisió local. Malgrat que es va constituir el 12/2/2010 és hereva de l'experiència de Técnicas y Emisiones de Televisión TEVE 4, SL, creada el 08/10/1996, ja que el seu màxim accionista i director general, Francisco Canals Hidalgo, ja va ser soci i responsable tècnic i de continguts en aquesta societat, després d'una llarga carrera al sector iniciada a la televisió local de proximitat el 1.987. Teve4 és una cadena de TV privada i independent de qualsevol grup mediàtic i és una televisió 100% valenciana. Posseeix dos centres de producció de programes Vila-real i Port de Sagunt i cobreix la informació de proximitat de les províncies de Castelló i de València. Teve4 està compromesa amb el respecte: al pluralisme, a la diversitat, a la tolerància i a la llibertat d'expressió. Teve4 emet - en l'actualitat - a les zones de major població de la província de Castelló (la Plana, Vall d'Uixó i Sogorb) i a la comarca de la província de València del Camp de Morvedre. Des de desembre de 2013 també produeix els seus programes des de Port de Sagunt i inicia les seves emissions des del Vedat de Torrent per a tota Àrea Metropolitana de València. Teve4 cobreix una àrea de 2.500.000 habitants. Teve4 és una emissora amb una programació generalista centrada en l'interès local i de proximitat; uns continguts que s'adapten per franges horàries i espais temàtics específics per a satisfer tots els gustos.

## Freqüències
Freqüència digital
- Canal 42 UHF: La Plana
- Canal 47 UHF: Sogorb-La Vall d'Uixó